# Voleibol de praia nos Jogos Pan-Americanos de 2015
As competições de voleibol de praia nos Jogos Pan-Americanos de 2015 foram realizadas entre 13 e 21 de julho no Centro Chevrolet de Voleibol de Praia, em Toronto. Contou com as disputas do torneio masculino e feminino.

## Calendário
| Julho             | 7 | 8 | 9 | 10 | 11 | 12 | 13 | 14 | 15 | 16 | 17 | 18 | 19 | 20 | 21 | 22 | 23 | 24 | 25 | 26 |
| ----------------- | - | - | - | -- | -- | -- | -- | -- | -- | -- | -- | -- | -- | -- | -- | -- | -- | -- | -- | -- |
| Voleibol de praia |   |   |   |    |    |    |    |    |    |    |    |    |    |    | 2  |    |    |    |    |    |

|  | Dia de competição |  | Dia de final |

## Medalhistas
| Evento             | Ouro                                     | Prata                                 | Bronze                                      |
| ------------------ | ---------------------------------------- | ------------------------------------- | ------------------------------------------- |
| Masculino detalhes | Rodolfo Ontiveros Juan Virgen MEX México | Álvaro Filho Vitor Felipe BRA Brasil  | Nivaldo Díaz Sergio González CUB Cuba       |
| Feminino detalhes  | Ana Gallay Georgina Klug ARG Argentina   | Lianma Flores Leila Martínez CUB Cuba | Liliane Maestrini Carolina Horta BRA Brasil |

## Quadro de medalhas
| Ordem | País          | Medalha de ouro | Medalha de prata | Medalha de bronze |   |
| ----- | ------------- | --------------- | ---------------- | ----------------- | - |
| 1     | ARG Argentina | 1               |                  |                   | 1 |
|       | MEX México    | 1               |                  |                   | 1 |
| 3     | BRA Brasil    |                 | 1                | 1                 | 2 |
|       | CUB Cuba      |                 | 1                | 1                 | 2 |
| TOTAL | TOTAL         | 2               | 2                | 2                 | 6 |